# Nombre de Damköhler
Le nombre de Damköhler {\displaystyle (Da)} est un nombre sans dimension utilisé en cinétique chimique pour définir les conditions opérationnelles d'une réaction. Il existe plusieurs variantes de ce nombre en fonction du système étudié.
Ce nombre porte le nom de Gerhard Damköhler, chimiste allemand.

## DaI
Le nombre de Damköhler DaI représente le rapport entre la vitesse de réaction consommant le réactif A et le flux du réactif A.
On le définit de la manière suivante :
{\displaystyle Da_{I}={\frac {k\,C_{A}^{n}\,V}{F_{A}}}={\frac {k\,C_{A}^{n}\,V}{C_{A}{\dot {V}}}}=\tau \,k\,{C_{A}}^{n-1}}
avec :
- k - constante de réaction
- CA - concentration du réactif A
- V - volume
- n - ordre de la réaction
- FA - flux du réactif A
- τ - temps de passage

Ce nombre est très utile pour estimer la conversion des réacteurs continus. Les équations cinétiques peuvent être écrites pour obtenir l'équation suivante :
{\displaystyle X={\frac {Da_{I}}{1+Da_{I}}}\qquad {\text{réaction de 1}}^{\text{er}}{\text{ ordre}}}
{\displaystyle X={\frac {1+2Da_{I}-{\sqrt {1+4Da_{I}}}}{2Da_{I}}}\qquad {\text{réaction de 2}}^{\text{e}}{\text{ ordre}}}
Pour une bonne conversion, le nombre de Damköhler doit être grand. Comme valeur indicative, lorsque DaI < 0,1, alors X < 0,1 et si DaI > 10, alors X > 0,9. Dans le cas d'un réacteur discontinu, le temps de passage est remplacé par le temps de réaction.

## DaII
Le nombre de Damköhler DaII est utilisé en catalyse hétérogène. La réaction a lieu sur le catalyseur, en général un solide, et les réactifs doivent passer du solvant à la surface du catalyseur. Ce transfert de masse est limité par la diffusion du réactif au travers de la couche limite de diffusion qui se trouve à la surface du catalyseur. Le nombre de Damköhler devient dès lors le rapport entre la vitesse de la réaction et le flux des réactifs au travers de la couche de diffusion.
On le définit de la manière suivante :
{\displaystyle Da_{II}={\frac {k\,{C_{A}}^{n-1}{L_{C}}^{2}}{D}}}
avec :
- k - Constante de réaction
- CA - Concentration du réactif A
- n - Ordre de la réaction
- Lc - Longueur caractéristique
- D - Coefficient de diffusion

## DaIII
Le nombre de Damköhler DaIII est semblable au nombre de Damköhler DaI, mais il s'applique au transfert de chaleur. Il s'agit du rapport du flux de chaleur dégagé par la réaction sur le flux de chaleur évacué via un écoulement convectif.
On le définit de la manière suivante :
{\displaystyle Da_{III}={\frac {k\,{C_{A}}^{n}-\Delta _{r}\,H\,L_{c}}{\rho \,C_{p}\,T_{0}\,v}}}
avec :
- k - constante de réaction
- CA - concentration du réactif A
- n - ordre de la réaction
- Lc - longueur caractéristique
- -ΔrH - enthalpie de réaction
- ρ - masse volumique
- Cp - Capacité thermique
- T0 - température
- v - vitesse du fluide

## DaIV
Le nombre de Damköhler DaIV est le pendant du nombre de Damköhler DaII en transfert thermique. Il s'agit du rapport du flux de chaleur dégagé par la réaction sur le flux de chaleur évacué par conduction.
On le définit de la manière suivante :
{\displaystyle Da_{IV}={\frac {k\,{C_{A}}^{n}-\Delta _{r}\,H\,{L_{c}}^{2}}{\lambda \,T_{0}}}=Da_{III}\,Pe}
avec :
- k - constante de réaction
- CA - concentration du réactif A
- n - ordre de la réaction
- Lc - longueur caractéristique
- -ΔrH - enthalpie de réaction
- λ - conductivité
- T0 - température
- Pe - nombre de Péclet

## Dat
Il existe encore un nombre de Damköhler turbulent Dat utilisé pour caractériser la turbulence et la forme des flammes dans les phénomènes de combustion.
On le définit de la manière suivante :
{\displaystyle Da_{t}={\frac {\tau _{0}}{\tau _{L}}}={\frac {L_{0}\,v_{L}}{v'\,\delta _{L}}}}
avec :
- τ0 - temps de fluctuation
- τL - temps chimique
- δL - épaisseur de la flamme en régime laminaire
- vL - vitesse de propagation du front de flamme
- L0 - longueur caractéristique des tourbillons
- v' - vitesse de fluctuation

La vitesse de propagation du front de flamme est définie de la manière suivante :
{\displaystyle v_{L}=\left({\frac {\alpha }{\tau }}\right)^{0{,}5}}
avec
- α - diffusivité thermique
- τ - temps de réaction  {\displaystyle \tau ={\frac {1}{k}}=\left(k_{\mathcal {1}}\mathrm {e} ^{\frac {-E_{a}}{RT}}\right)^{-1}}

La vitesse de fluctuation est définie par :
{\displaystyle v'=\left({\frac {2K_{0}}{\rho }}\right)^{0{,}5}}
avec :
- ρ - masse volumique
- K0 - énergie cinétique turbulente

Quand Dat < 1, le temps pour une modification de la composition chimique du front de flamme est plus grand que le temps pour un changement du mouvement du fluide. Ceci se traduit par une zone intermédiaire entre la flamme et la zone extérieure où les produits et les réactifs de la combustion se mélangent, si bien que le front de la flamme n'est plus distinguable.